# Herne (Belgia)
Herne (fr. Hérinnes, Hérinnes-lez-Enghien) – miejscowość i gmina (gemeente) w Belgii, w Regionie Flamandzkim, w prowincji Brabancja Flamandzka, w okręgu Halle-Vilvoorde. 1 stycznia 2024 roku liczyła 6825 mieszkańców.

## Podział administracyjny
W skład gminy wchodzą dwie dzielnice (deelgemeente):
- Herfelingen
- Sint-Pieters-Kapelle (Saint-Pierre-Capelle)